# Knooppunt Everdingen
Het Knooppunt Everdingen is een Nederlands verkeersknooppunt voor de aansluiting van de autosnelwegen A2 en A27 en ligt bij Vianen. Het knooppunt is vernoemd naar het dorp Everdingen dat enkele kilometers oostelijk ligt. Het knooppunt dient niet verward te worden met de aansluiting Everdingen van de A2.
Het type aansluiting bij dit knooppunt is een gedeeltelijk turbineknooppunt. Daarmee is het een onvolledig knooppunt, de relaties Amsterdam - Almere v.v. en 's-Hertogenbosch - Gorinchem v.v. zijn niet mogelijk.
Het knooppunt is geopend in 1980.

## Richtingen knooppunt
| Aansluitende wegen                | Aansluitende wegen | Aansluitende wegen | Aansluitende wegen | Aansluitende wegen                                 |
| --------------------------------- | ------------------ | ------------------ | ------------------ | -------------------------------------------------- |
| richting Utrecht West / Amsterdam |                    |                    |                    | richting Utrecht / Hilversum / Almere              |
|                                   |                    |                    |                    |                                                    |
|                                   |                    |                    |                    |                                                    |
|                                   |                    |                    |                    |                                                    |
| richting Gorinchem / Breda        |                    |                    |                    | richting 's-Hertogenbosch / Eindhoven / Maastricht |

Almere · Amstel · Arnestein · Assen · Azelo · Badhoevedorp · Bankhoef · Batadorp · Beekbergen · Benelux · Beverwijk · Bodegraven ·  Boterdiep ·  Buren · Burgerveen · Coenplein · De Baars · De Hoek · De Hogt · De Nieuwe Meer · De Poel · De Punt · De Stok · Deil · Diemen · Drachten · Drie Klauwen · Eemnes · Ekkersweijer · Emmeloord · Empel · Euvelgunne · Everdingen · Ewijk · Galder · Gooimeer · Gorinchem · Gouwe · Grijsoord · Hattemerbroek · Heerenveen · Hellegatsplein · Het Vonderen · Hintham · Hoevelaken · Hofvliet · Holendrecht · Holsloot · Hoogeveen · Hooipolder · IJmuiden (niet officieel) · Joure · Julianaplein · Kerensheide · Kethelplein · Klaverpolder · Kleinpolderplein · Kooimeer · Kruisdonk · Kunderberg · Lankhorst · Leenderheide · Lunetten · Maanderbroek · Markiezaat · Muiderberg · Neerbosch · Noordhoek · Ommedijk · Oud-Dijk · Oudenrijn · Paalgraven · Princeville · Prins Clausplein · Raasdorp ·  Reitdiep ·  Ressen · Ridderkerk · Rijkevoort · Rijnsweerd · Rottepolderplein · Rozenburg · Sabina · Sint-Annabosch · Stelleplas · Slufter · Ten Esschen · Terbregseplein · Tiglia · Vaanplein · Valburg · Velperbroek · Velsen · Vlaardingen · Vught · Waterberg · Watergraafsmeer · Werpsterhoek · Westerlee · Ypenburg · Zaandam · Zaarderheiken · Zonzeel · Zoomland · Zuidbroek · Zurich

Geplande knooppunten:
De Liemers · Zestienhoven

Voormalige knooppunten:
Bocholtz · Ekkersrijt · Europaplein (Groningen) · Europaplein (Maastricht) · Lindenholt